# 리비아 왕국
리비아 왕국(아랍어: المملكة الليبية) 또는 리비아 연합왕국은 1951년부터 1969년까지 존재한 리비아의 옛 나라로써, 1969년 무아마르 카다피의 군사 쿠데타로 왕정이 전복되어 리비아 아랍 공화국이 출범하였다.

## 정치
국가원수는 사누시 왕조의 수장인 이드리스 1세(1889-1983)였다. 그는 1920년부터 31년간 트리폴리타니아의 대공을 역임하였고, 1951년부터 1969년까지 왕으로 군림하였다. 리비아 왕국은 헌법을 가지고 있었고, 입헌 군주제를 채택하였다.

## 행정 구역

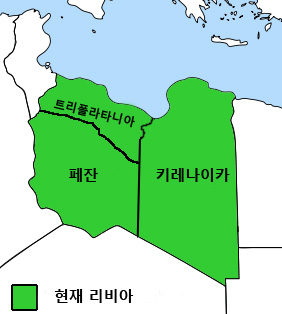
연합 왕국의 주

| 주             | 주도     | 면적 km2 | 지도 |
| -------------- | -------- | -------- | ---- |
| 키레나이카     | 벵가지   | 855,370  |      |
| 페잔           | 세바     | 551,170  |      |
| 트리폴리타니아 | 트리폴리 | 353,000  |      |

## 지도자 목록
| 대 | 사진 | 이름                                 | 임기             | 임기                           | 직위 |
| 대 | 사진 | 이름                                 | 취임일           | 퇴임일                         | 직위 |
| -- | ---- | ------------------------------------ | ---------------- | ------------------------------ | ---- |
| 1  |      | 이드리스 1세 (1889.3.12 ~ 1983.5.25) | 1951년 12월 24일 | 1969년 9월 1일 (쿠데타로 축출) | 국왕 |

## 같이 보기
- 아랍 공화국 연방
- 리비아의 수반 목록